# إليا فيليجكوف
إليا فيليجكوف هو لاعب كرة قدم بلغاري في مركز الهجوم، ولد في 2 أغسطس 1956 في صوفيا في بلغاريا. شارك مع منتخب بلغاريا لكرة القدم. أما مع النوادي، فقد لعب مع سلافيا صوفيا.

## وصلات خارجية
- إليا فيليجكوف على موقع قاعدة بيانات كرة القدم.إي يو (الإنجليزية)
- إليا فيليجكوف على موقع ناشيونال فوتبول تيمز (الإنجليزية)
- إليا فيليجكوف على موقع عالم كرة القدم.نت (الإنجليزية)